# Maria von Trapezunt

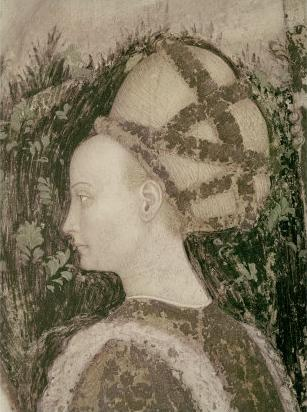
Maria von Trapezunt

Maria von Trapezunt (auch Maria Megale Komnena; * vor 1404; † 17. Dezember 1439) war die dritte Gemahlin des byzantinischen Kaisers Johannes VIII. Palaiologos (regierte 1425–1448).

## Leben
Maria von Trapezunt, über deren Leben nur spärliche Informationen vorliegen, stammte aus dem Herrschergeschlecht der Groß-Komnenen. Sie war die Tochter des Kaisers Alexios IV. von Trapezunt und seiner Gattin Theodora Kantakuzena, der Tochter von Theodoros Kantakuzenos und Euphrosyne Palaiologina. Im September 1427 fand die Heirat von Maria mit dem byzantinischen Kaiser Johannes VIII. Palaiologos statt, nachdem dieser seine zweite Gattin, die angeblich zutiefst hässliche und deshalb von ihm gemiedene Sophia von Montferrat, verstoßen hatte.
Anscheinend war Maria Johannes’ Lieblingsfrau, doch gingen aus ihrer zwölf Jahre währenden Ehe keine Kinder und damit auch kein Thronerbe hervor. Maria starb 1439; laut dem englischen Historiker Steven Runciman war die Todesursache die Beulenpest. Zum Zeitpunkt ihres Todes befand sich ihr kaiserlicher Gatte auf einem ökumenischen Konzil in Florenz, um über die Union der griechisch-orthodoxen mit der römisch-katholischen Kirche zu verhandeln. Offenbar gebeugt durch den Verlust seiner Gemahlin hatte er nach seiner Heimkehr nicht die Kraft, die bei den Griechen auf große Widerstände stoßende kirchliche Union durchzusetzen.
Maria wurde im Pantokrator-Kloster in Konstantinopel bestattet. Sie sollte die letzte byzantinische Kaiserin sein. Die Osmanen eroberten Konstantinopel 1453, womit auch die Ära des byzantinischen Reichs endete.